# Crikvenica

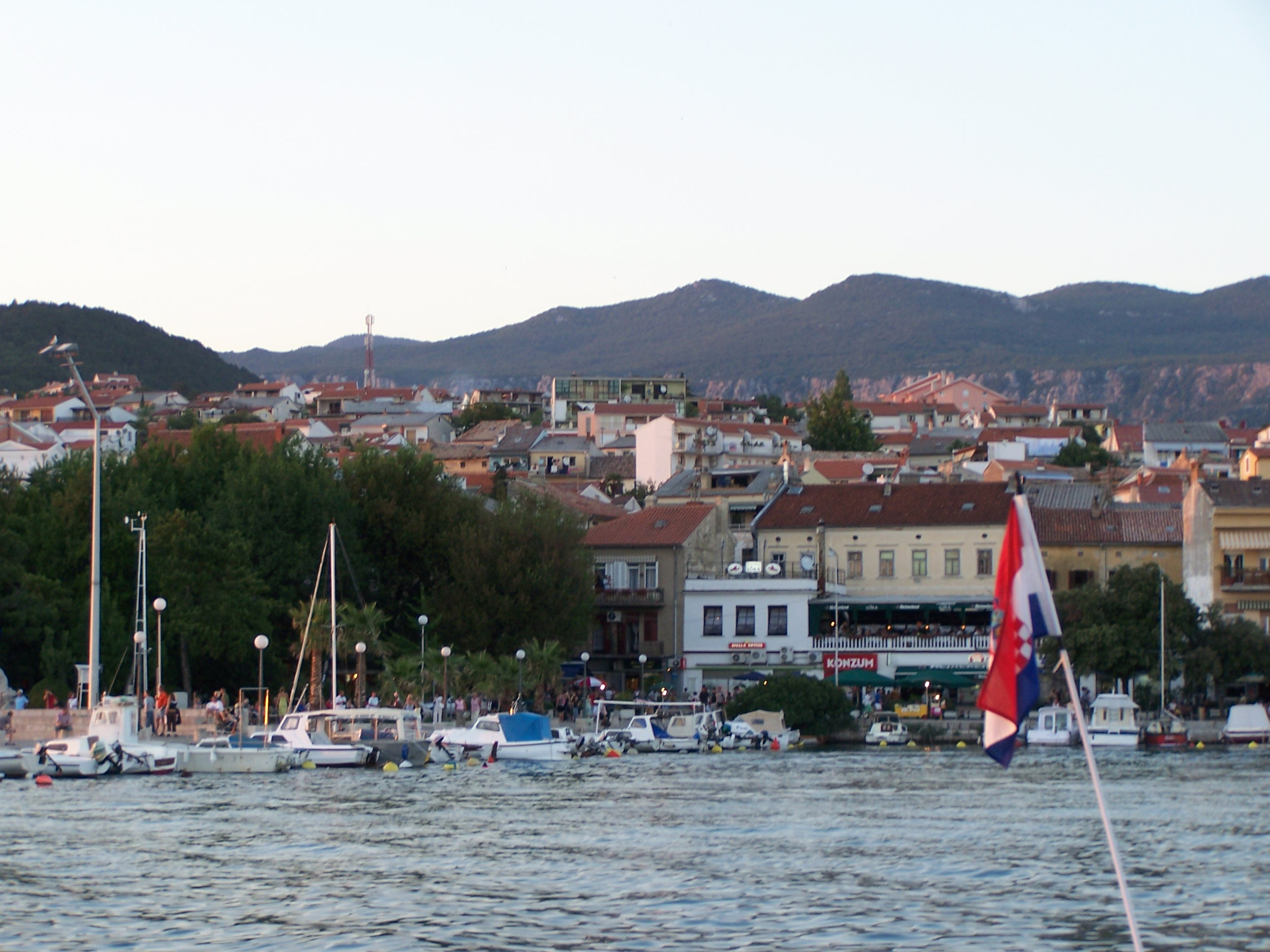
Crikvenica, widok od strony portu

Crikvenica – miasto w Chorwacji, w żupanii primorsko-gorskiej, siedziba miasta Crikvenica. Leży nad zatoką Kvarner, kilkadziesiąt kilometrów na południowy wschód od Rijeki. W 2011 roku liczyło 6860 mieszkańców.
Crikvenica cieszy się popularnością w Chorwacji ze względu na znajdujące się tam sanatoria. Jako miejscowość wypoczynkowo-uzdrowiskowa jest znana od końca XIX wieku. To wówczas – gdy na tutejszych terenach dominowali Austriacy – w 1891 r. otworzono w mieście pierwszy hotel. Cztery lata później powstał Hotel Therapia. Do dyspozycji gości miał 120 łóżek, restaurację, pokoje zabiegowe i gabinety lecznicze. Najbardziej okazałe obiekty hotelowe powstały w mieście w pierwszych latach XX w. i istnieją do dziś. Już od 1906 r. Crikvenica oficjalnie jest uzdrowiskiem.
Nazwa miasta pochodzi od klasztoru zakonu paulinów założonego przez Mikołaja Frankopana w 1412 roku (z dial. czakawskiego crikva ‘kościół’, chor. crkva ‘ts.’).